# Thorvald Bindesbøll
Thorvald Bindesbøll (27 agosto 1846 – 27 agosto 1908) è stato un designer danese figlio dell'architetto danese M. G. Bindesbøll.

## Formazione
Bindesbøll ha studiato architettura alla Scuola di Arte e Artigianato di Copenaghen.

## Attività
I suoi primi lavori furono decori artistici tra cui alcune decorazioni per mobili e illustrazioni di libri.
Dal 1883 ha incominciato a progettare prodotti in ceramica per l'azienda J. Walmann.

## Contributo e opere
L'opera del designer, esponente dell'Art Nouveau denota uno stile espressionista, influenzata dall'Arts & Crafts di William Morris e dall'arte giapponese. I soggetti delle sue decorazioni sono nuvole, onde e alghe marine.
Bindesbøll ha applicato il suo stile a differenti tecniche: lavorazione di metalli e cuoio, gioielleria, mobili, tessuti, vetro, grafica, sistemi di illuminazione e acciaio inossidabile. All'Esposizione Universale e Internazionale di Parigi del 1900 si esposero gli argenti realizzati per A. Michelsen.

## Galleria d'immagini

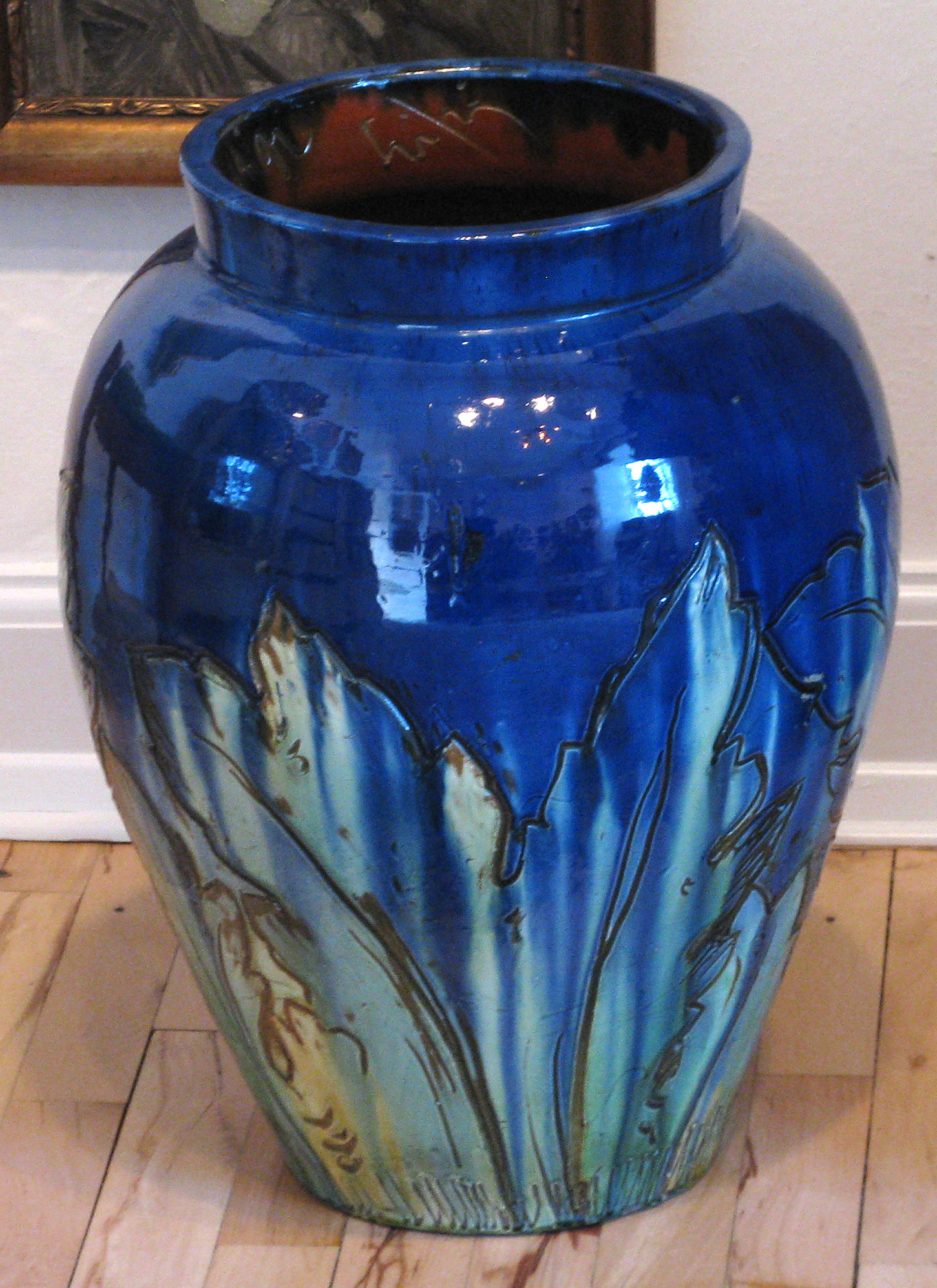
Vaso in ceramica
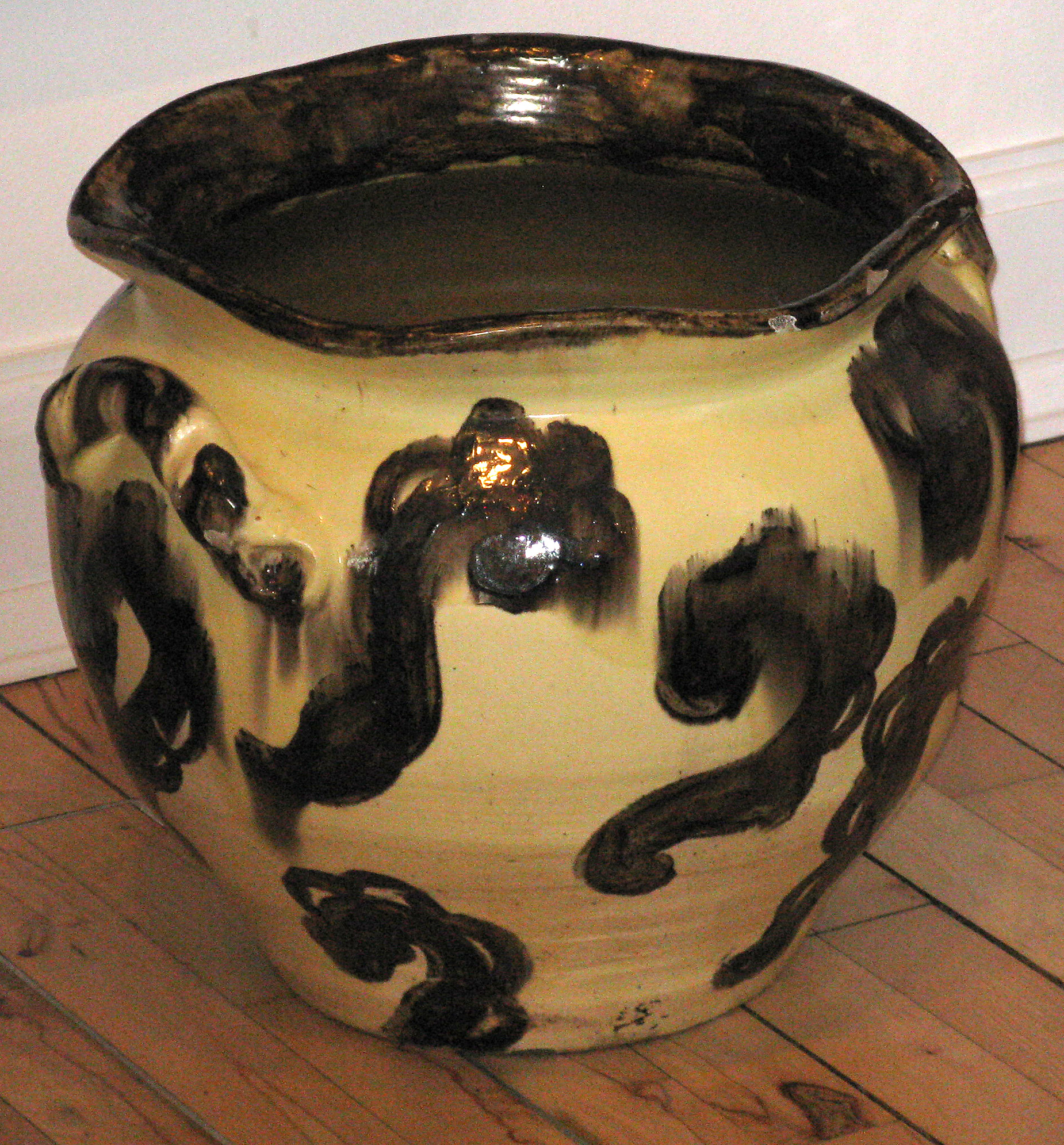
Vaso in ceramica
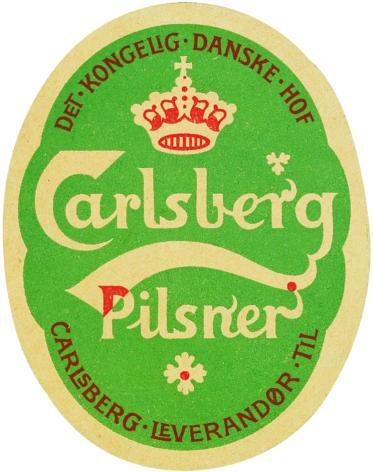
Logo della Carlsberg Pilsner, 1904